# Petenia splendida
Petenia splendida, unica specie appartenente al genere Petenia, è un pesce d'acqua dolce della famiglia Cichlidae.

## Distribuzione e habitat
Questa specie è originaria dei bacini idrografici dei fiumi sudamericani Usumacinta e Grijalva, un territorio compreso tra Messico, Guatemala e Belize. Abita acque lente e tranquille, con fondali sabbiosi e fangosi.

## Descrizione
Petenia splendida presenta un corpo compresso ai fianchi, con testa allungata e mascella prominente. Le pinne sono ampie e arrotondate. La particolarità di questa specie sta nell'apparato boccale, composto da fauci protraibili fino ad oltre 1/4 della lunghezza dell'intero corpo, che permette a questa specie di predare pesci di discrete dimensioni ma soprattutto di catturare piccoli pesci aspirandoli direttamente nella bocca.
Sono conosciute due varietà con differenti livree, indipendentemente dalla zona di provenienza (le varietà vivono nelle stesse zone):

- Rosso/oro: presenta un fondo variabile dal rosa pallido all'oro intenso fino al rosso, la testa è appunto rossastra, l'intero corpo e le pinne sono screziati di bruno o di giallo-rosa. A volte è visibile una linea orizzontale formata da alcune chiazze tondeggianti brune

- Verde/argento: presenta un colore di fondo argenteo con vivi riflessi verde metallico e qualche sfumatura rossastra. Lungo i fianchi corre una linea orizzontale formata da chiazze circolari nere; il resto del corpo è screziato di bruno/verde

Raggiunge una lunghezza massima di 50 cm.

## Riproduzione
La riproduzione avviene come negli altri ciclidi, con fecondazione esterna.

## Pesca
Nei luoghi d'origine è pescata per l'alimentazione umana.

## Acquariofilia
P. splendida è allevato soprattutto da acquariofili appassionati, non è diffusa per il commercio, se non sporadicamente.